# Song, Song, Song
Albums de Baptiste Trotignon
Suite...
(2010) Dusk Is a Quiet Place
(2013)
Song, Song, Song est un album du pianiste de jazz français Baptiste Trotignon sorti en 2012 sur le label Naïve.
Sur ce disque Baptiste Trotignon s'éloigne du répertoire du jazz pour explorer celui des chansons, qu'elles soient originales ou de Serge Gainsbourg, Jacques Brel, Barbara, Claude Nougaro ou de Franz Schubert. Il est accompagné par de nombreux invités : Jeanne Added, Melody Gardot, Christophe Miossec, Mônica Passos...

## Liste des pistes
| No  | Titre                           | Musique                                | Durée |
| --- | ------------------------------- | -------------------------------------- | ----- |
| 1.  | La répétition                   | Baptiste Trotignon                     | 2:41  |
| 2.  | Awake                           | Jeanne Added, Baptiste Trotignon       | 6:11  |
| 3.  | Mon Fantôme                     | Christophe Miossec, Baptiste Trotignon | 4:21  |
| 4.  | Ne me quitte pas / La Javanaise | Jacques Brel / Serge Gainsbourg        | 4:44  |
| 5.  | Palavas-les-flots               | Christophe Miossec, Baptiste Trotignon | 3:29  |
| 6.  | Gone                            | Baptiste Trotignon                     | 5:25  |
| 7.  | Choro da cigarra                | Mônica Passos, Baptiste Trotignon      | 3:47  |
| 8.  | Ma plus belle histoire d'amour  | Barbara                                | 4:11  |
| 9.  | End of the gig                  | Jeanne Added, Baptiste Trotignon       | 4:37  |
| 10. | Une petite fille                | Claude Nougaro / Jacques Datin         | 3:08  |
| 11. | Du bist die Ruh                 | Franz Schubert                         | 3:15  |

## Personnel
- Baptiste Trotignon - piano
- Jeanne Added -  chant sur Awake, End of the gig et Du bist Die Ruh
- Melody Gardot -  chant sur Mon Fantôme
- Christophe Miossec -  chant sur Palavas-les-flots
- Mônica Passos -  chant sur Gone et Choro da cigarra
- Minino Garay -  percussions sur La répétition, Choro da cigarra et Une petite fille

- Jean-Baptiste Laya - guitare sur Mon Fantôme
- Thomas Bramerie - contrebasse sur Awake, Mon Fantôme, Gone et End of the gig
- Dré Pallemaerts - batterie sur Awake, Gone et End of the gig
- Jean-Charles Ronciero - alto sur Awake et Gone
- Florence Roussin et Lionel Turchi - violon sur Awake et Gone
- Miwa Rosso - violoncelle sur Awake et Gone